# Cuadrilla de Gorbeialdea
Cuadrilla de Gorbeialdea (bask. Gorbeialdeko Kuadrilla) – comarca w Hiszpanii, w Kraju Basków, w prowincji Álava. Stolicą comarki jest Murgia w gminie Zuia. Jej powierzchnia wynosi 494 km².

## Podział administracyjny
Cuadrilla de Gorbeialdea dzieli się na 6 gmin:
- Aramaio
- Arrazua-Ubarrundia
- Legutio
- Urkabustaiz
- Zigoitia
- Zuia